# Горихвістка червоночерева
Горихвістка червоночерева (Phoenicurus erythrogastrus) — вид горобцеподібних птахів родини мухоловкових (Muscicapidae). Мешкає в горах Азії.

## Опис

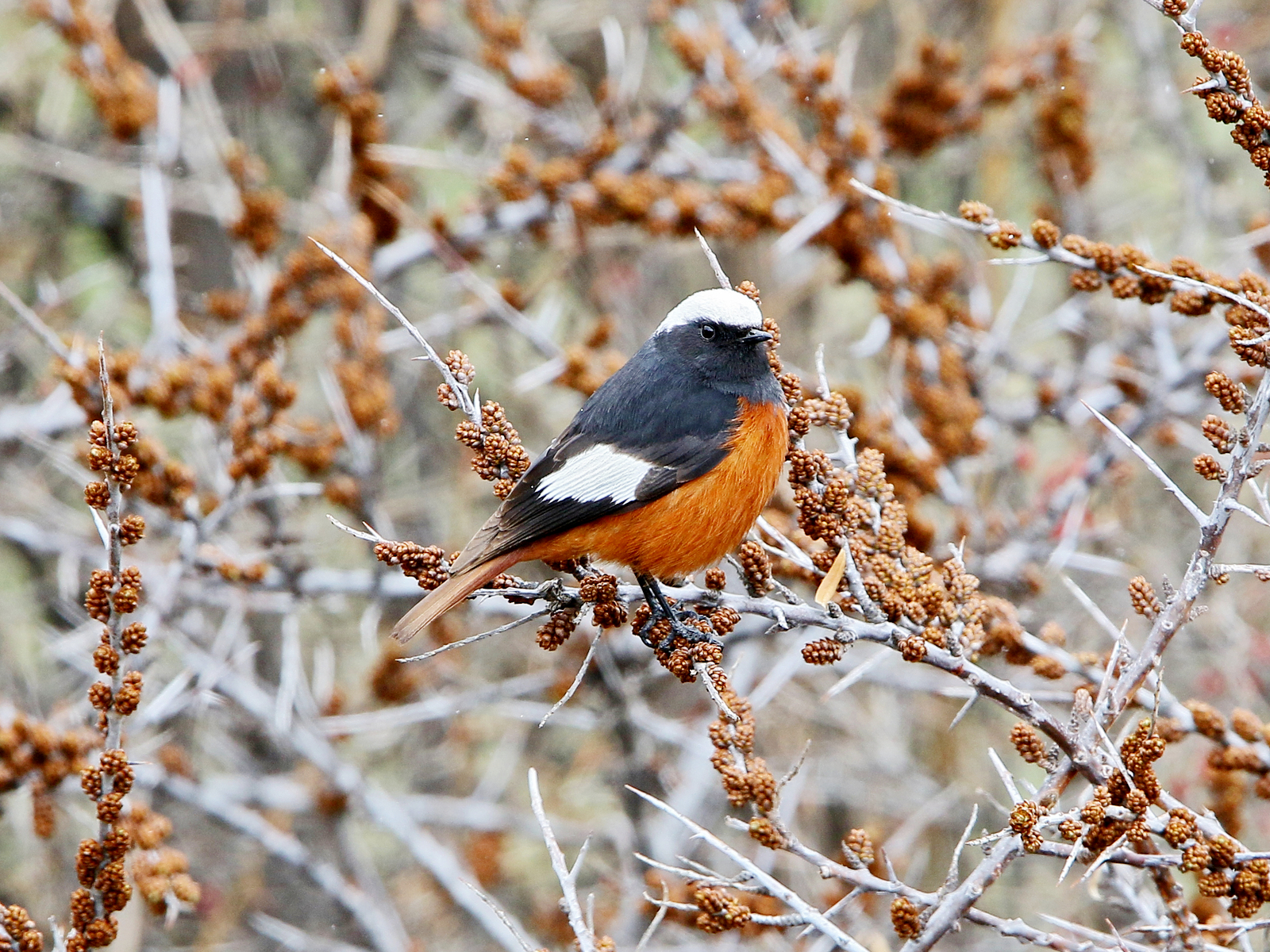
Червоночерева горихвістка (Степанцмінда, Грузія)

Червоночереві горихвістки є найбільшими представниками свого роду. Їхня довжина становить 18 см, вага 21-29 г. У самців верхня частина тіла чорна, тім'я біле, на крилах білі плями, хвіст рудий. Горло і верхня частина горла чорні, решта нижньої частини тіла яскраво-руді. У самиць і молодих птахів верхня частина тіла коричнева, нижня частина тіла оранжево-охриста, хвіст рудий.

## Підвиди
Виділяють два підвиди:
- P. e. erythrogastrus (Güldenstädt, 1775) — Великий Кавказ;
- P. e. grandis (Gould, 1850) — гори Центральної Азії (від Станового хребта і Алтая до Каракорума, Тянь-Шаня, Паміра і західних Гімалаїв). Взимку частина популяції мігрує до південного Китаю.

## Поширення і екологія
Червоночереві горихвістки гніздяться в альпійській зоні (вище верхньої межі лісу і зони високогірних чагарників), на високогірних луках, серед валунів. скель і кам'янистих осипів, на перевалах і в ущелинах, поблизу гірських струмків і льодовиків, на висоті до 5400 м над рівнем моря. Зимують на кам'янистих, порослих чагарниками схилах поблизу струмків і річок, на кам'янистих моренах і в заростях в долинах, на висоті понад 1500 м над рівнем моря. Живляться комахами, павуками та іншими дрібними безхребетними, взимку переважно ягодами. Гніздяться в липні-червні. Гніздо чашоподібне, робиться з трави і шерсті, встелюється пухом і пір'ям, розміщується серед каміння, поблизу снігової лінії. В кладці від 3 до 5 яєць.